# Aegyptobia nomus
Aegyptobia nomus är en spindeldjursart som först beskrevs av Baker och Pritchard 1953.  Aegyptobia nomus ingår i släktet Aegyptobia och familjen Tenuipalpidae. Inga underarter finns listade i Catalogue of Life.